# Weil (rivier)
De Weil is een zijrivier van de Lahn. Zij ontspringt aan de Kleiner Feldberg in de Taunus en vloeit in de Lahn, rond 50 kilometer onder Weilburg.
Naast de rivier ligt een fiets- en wandelweg, die de gemeenten Schmitten, Weilrod, Grävenwiesbach, Weilmünster, Weinbach en Weilburg met elkaar verbindt.